# Cryptonanus
Cryptonanus e род опосуми от семейство Didelphidae. Тези малки торбести са разпространени в залесените площи на Централна и Източна Южна Америка на територията на Аржентина, Боливия, Бразилия, Парагвай и Уругвай.
Телесната им маса достига едва до 50 g. Космената покривка е червеникаво кафява, по светла е в областта на главата и корема. Липсва кожна торба, а млечните зърна варират според вида. Опашката е гола с люспи.

## Списък на видовете
- Cryptonanus agricolai
- Cryptonanus chacoensis
- Cryptonanus guahybae
- †Cryptonanus ignitus
- Cryptonanus unduaviensis